# Aleja gówniarzy
Aleja gówniarzy – polski film obyczajowy z 2007 roku w reżyserii Piotra Szczepańskiego, nazywany "miejskim filmem drogi". Był to pełnometrażowy debiut tego reżysera.

## Obsada
- Marcin Brzozowski jako Marcin
- Ewa Łukasiewicz jako Kaśka
- Wojciech Mecwaldowski jako Radek
- Bartosz Picher jako Igor
- Grzegorz Stosz jako policjant

## Fabuła
Film przedstawia dwanaście godzin ostatniej nocy w Łodzi młodego chłopaka. To miał być dzień, w którym pożegna się ze znajomymi i wyjedzie pociągiem o 5.23 do stolicy, by tam rozpocząć nowe, normalne życie. Tymczasem wszystko potoczyło się inaczej. Główny bohater: 28-letni Marcin, który niedawno stracił pracę stara się zapomnieć o swojej byłej dziewczynie Kasi. Owego dnia Marcin gubi telefon komórkowy. I tu właśnie rozpoczyna się właściwa akcja. Dziwnym trafem jego telefon odnajduje Kasia. Postanawia ona pozostawiać za sobą "ślady", tak aby były one widoczne dla Marcina, bawi się w swego rodzaju "głuchy telefon", ale nigdy nie daje mu się złapać. Marcin podąża śladami Kasi uświadamiając sobie, że szuka tak naprawdę jej, a nie telefonu. Perypetie bohatera pokazują nocne życie Łodzi.

## Informacje dodatkowe
- Tytuł filmu odnosi się do alei Włókniarzy – jednej z głównych ulic miasta[2].
- Na ścieżce dźwiękowej znaleźli się wyłącznie łódzcy wykonawcy, m.in. Cool Kids of Death, L.Stadt, NOT i O.S.T.R.[1]
- Film promowano jako pierwszy obraz o Łodzi od czasów Ziemi obiecanej Andrzeja Wajdy[3].

## Nagrody
- 32. Festiwal Polskich Filmów Fabularnych w Gdyni 2007:
  - Nagroda Prezesa Stowarzyszenia Filmowców Polskich[4]
- Toruński Film Festiwal TOFFI 2007:
  - Honorowe Wyróżnienie za montaż – Piotr Szczepański[4]